# Pegylis lukulediana
Pegylis lukulediana är en skalbaggsart som beskrevs av Moser 1919. Pegylis lukulediana ingår i släktet Pegylis och familjen Melolonthidae. Inga underarter finns listade i Catalogue of Life.